# Альціон білогорлий
Альціо́н білогорлий (Actenoides monachus) — вид сиворакшоподібних птахів родини рибалочкових (Alcedinidae). Ендемік Індонезії.

## Опис

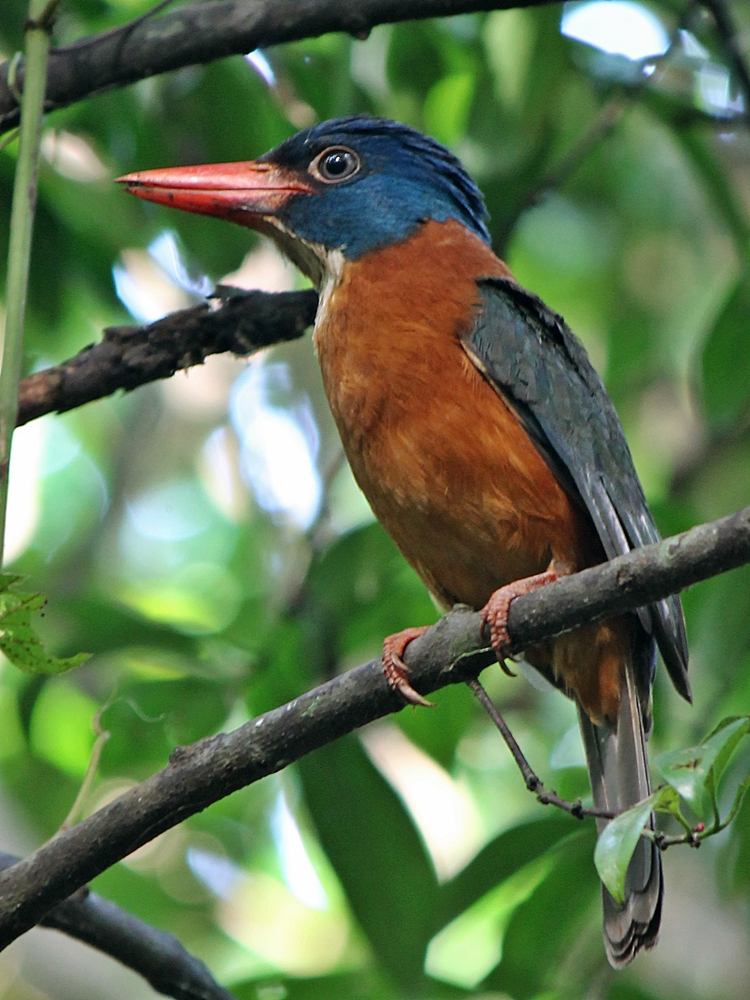
Самець білогорлого альціона (підвид A. m. monachus)

Довжина птаха становить 31 см. У представників номінативного підвиду голова синя, верхня частина тіла темно-синьо-зелена, горло біле, шия і нижня частина тіла каштанові. У самців щоки сині, у самиць каштанові. Дзьоб яскраво-червоний. У молодих птахів щоки каштанові, дзьоб жовтуватий. У представників підвиду A. m. capucinus голова чорна.

## Підвиди
Виділяють два підвиди:
- A. m. monachus (Bonaparte, 1850) — північ і центр Сулавесі, острови Лембех[en] і Манадо-Туа[en];
- A. m. capucinus (Meyer, AB & Wiglesworth, 1896) — схід, південний схід і південь Сулавесі, острови Бутон і Вавоні[en].

Деякі дослідники виділяють підвид A. m. capucinus у окремий вид Actenoides capucinus.

## Поширення і екологія
Білогорлі альціони мешкають на Сулавесі та на сусідніх островах. Вони живуть у вологих рівнинних тропічних лісах, на висоті до 900 м над рівнем моря. Зокрема, білогорлі альціони зустрічаються в заповідниках Лоре-Лінду, Богані-Нані-Вартабоне і Тангоко-Батуангес. Птахи зустрічаються поодинці, живляться губоногими і жуками. Гніздування відбувається у березні-квітні, гніздо розміщується в норі, дуплі дерева або в термітнику.

## Збереження
МСОП класифікує стан збереження цього виду як близький до загрозливого. Білогорлим альціонам загрожує знищення природного середовища.